# El salario del miedo (película de 2024)
El salario del miedo (título original: Le salaire de la peur y The Wages of Fear en inglés) es una película francesa de 2024 dirigida por Julien Leclercq y protagonizada por Franck Gastambide, Alban Lenoir y Sofiane Zermani.
Es la tercera versión del clásico homónimo dirigida por H. G. Clouzot, que vio la luz por primera vez en 1953 y que rápidamente se convirtió en un clásico de culto que redefinió el género del suspense e influyó a infinidad de películas posteriores. Está basado en la novela homónima de Georges Arnaud.

## Argumento
En un país árabe desértico ha habido un golpe de Estado. Allí en la capital están dos hermanos mercenarios, Fred y Alex, que tienen el encargo de proteger a un cliente suyo allí. Cuando ha muerto por un ataque mortal durante ese acontecimiento sin que tuviesen culpa, deciden dejar el país a causa del acontecimiento y, por idea de Fred, tratan de robar dinero que hay en una caja fuerte suya para ello. El intento falla y Alex es encerrado por el delito. Fred se queda entonces con la familia de su hermano en el país tratando de averiguar como sacarlo y poder sacar a todos del país. 
Pasa entonces un año junto con la familia de su hermano en un pueblo que está cerca de la capital. Por el camino se enamora de una mujer, Clara, que es doctora y que él desde entonces protege de cualquier amenaza mientras que transporta medicinas hacia el pueblo donde vive. Mientras tanto su hermano Alex pasa el infierno en la cárcel.
Un día un pozo petrolífero cerca del poblado explota y empieza a arder. La empresa responsable encarga a Fred a transportar 200 kilos de nitroglicerina de un almacén a 800 km de distancia para traerlo al pozo y así poder apagarlo antes de que la bolsa de petróleo explote y destruya el poblado. Accede a cambio de que saquen a su hermano, que es experto en explosivos, de la cárcel y de que les den suficiente dinero y el transporte para poder salir del país. Se juntan otros dos mercenarios además de Clara y de un ayudante suyo que acceden a ayudar como guías para así poder salvar el pueblo. 
Después de sacar la nitroglicerina ellos la transportan con la ayuda de dos camiones. Por el camino tienen que superar numerosos obstáculos peligrosos. Después de dejar a las tropas gubernamentales atrás, ellos tienen que dejar atrás también a piratas, pasar por un campo de minas y encargarse al mismo tiempo de que la nitroglicerina esté segura para que no explote. Durante el viaje los dos mercenarios que les acompañaban mueren, uno de los camiones explota y Fred acaba gravemente herido.
Mientrastanto el pozo arde cada vez más y el helicóptero con el equipo destinado para reparar el pozo es derribado, lo que significa que solo se podrá salvar el poblado enviando la nitroglicerina con el camión hacia el pozo y explotarlo así allí para que el incendio pueda extinguirse. Por ello, una vez llegado allí y siendo informados de la gravedad de la situación, Fred decide a causa de su herida sacrificar su vida para hacer eso y así salvar a todos y redimirse ante su hermano por haber causado su estancia en la cárcel. Su hermano puede entonces dejar el país con su familia y Clara y el pueblo son así salvados por él. Aun así ambos están tristes por su muerte.

## Reparto
| Actor             | Personaje     |
| ----------------- | ------------- |
| Franck Gastambide | Fred          |
| Alban Lenoir      | Alex          |
| Sofiane Zermani   | Gauthier      |
| Ana Girardot      | Clara         |
| Bakary Diombera   | Djibril       |
| Astrid Whettnall  | Anne Marchand |
| Alka Matewa       | Alka          |
| Sarah Afchain     | Assia         |

## Producción
La película fue rodada entre marzo de 2023 y 11 de abril de 2023. Para filmar la parte urbana se filmó en Marrakech y para rodar los paisajes desérticos se filmó en la provincia de Ouzarate, lugares que están en Marruecos.

## Recepción
Durante su estreno y los primeros días después de él la película se convirtió en la más vista de Netflix.
También ha sido valorada en portales cinematográficos y por críticos profesionales. En IMDb, con unos 2100 votos registrados, el filme obtiene una media ponderada de 4,5 sobre 10. En cuanto a Rotten Tomatoes, los menos de 50 votos registrados le dieron allí una valoración media de 1,9 de 5, mientras que los 7 críticos profesionales en el portal le dieron una valoración de 4,4 de 10.